# Tolvfingertarm
Tolvfingertarmen (latin: duodenum ) er den tarm, føden går til fra mavesækken. Den er den øverste del af tyndtarmen og indgår i fordøjelsessystemet.
Navnet kommer af, at dens længde svarer til bredden af 12 fingre. Det latinske navn duodenum digitorum betyder 12 fingre. Længden er ca. 25-30 cm.
Tolvfingertarmen blander bl.a. føden med galde fra leveren. Galden er et sekret, der emulgerer fedt. (At emulgere er at blande fedt og vand (en emulsion). Det er ellers vanskeligt). Formålet med emulsionen er, at fedtperlerne bliver mindre og deres overflade større. Derved har fordøjelsesenzymerne en større overflade at virke på, så fedtmolekylerne kan nedbrydes til fedtsyrer, som kan optages gennem tyndtarmsvæggen. Føden i tolvfingertarmen blandes også med fordøjelsesenzymer fra bugspytkirtlen. Fordøjelsesenzymerne er med til at nedbryde maden.

## Struktur
Tolvfingertarmen er i mennesker omtrent 25-30 cm lang, og ligger i et omvendt C-form med begyndelse ved slutningen af pylorus i mavesækken, ofte lige til højre for medialplanen ved 1. lændehvirvel. Den ender ved begyndelsen af hungertarmen.
Under dens forløb er den delt i fire dele, afgrænset af de tre vinkelændringer.
Mikroskopisk (og også internt udseendesmæssigt) er den kendetegnet af tilstedeværelse af mikrovilli i modsætning til pylorus. Den adskiller sig fra resten af tyndtarmen ved den store pH forskel, især i pars superior, samt tilstedeværelsen af Brunnerske kirtler som udskiller mucus og bikarbonat for at beskytte tarmvæggen fra den stærke mavesyre.

### Dele

#### Første del (Pars superior)
Starter ved pylorus og går derfra opad, mod højre og posteriort. Denne del er løst tilhæftet til leveren via peritoneums omentum minus. Pars superior kaldes også bulbus duodenum idet den er tyk og kort.

##### Relationer til pars superior
- Pancreas, venstre-posteriort.
- Arteria gastroduodenalis, venstre-posteriort.
- Galdeblæren, højre-anteriort
  - Ductus cysticus fra galdeblæren buer henover pars superior for at løbe ind i:
  - Ductus choledochus som forsvinder ned i pancreas, men forløber indtil da til venstre superiort for pars superior.
- Første del af tyktarmens colon transversum, anterio-inferiort.

#### Anden del (Pars descendens)
Omkring 7-10 cm langt og starter efter det nedadgående knæk og kraftigt aftagende tykkelse af lumen efter ende på pars superior.
Liggende ca. under midten af pars descendens kan udmundingerne til galdevejen(e) ductus pancreaticus, og hos nogle mennesker også ductus pancreaticus accesorius, i form af pappila duodeni major og papilla duodeni minor findes. Disse kan observers via endoskopering som brystvorte-lignende strukturer på indersiden af tarmen.

##### Relationer til pars descendens
- Højre nyre og højre binyre, højre-posteriort. Pars descendens løber parralelt med venstresiden af højre nyre helt op af denne.
- Pancreas, pars descendens snor sig rundt lateralt til højre om højre ende af denne

#### Tredje (Pars horizontalis)
Denne er også ca. 10cm lang og bevæger sig vandret mod venstre efter det andet knæk i duodenum.

##### Relationer til pars horizontalis
- Vena cava inferior, pars horizontalis krydser denne anteriort.
- Aorta abdominalis, samme som vena cava, dog lidt lænere mod venstre.
- Arteria mesenterica superior og vena mesenterica superior krydser begge to pars horizontalis anteriort for denne, imellem beliggenhed for aorta og vena cava.

#### Fjerde del (Pars ascendens)
Bevæger sig fra det sidste knæk, opad imod jejunum hvor den til sidst slutter ved flexura duodenojejunalis. Hele stykket er omkring 5cm langt.

##### Relationer til pars ascendens
- Aorta abdominalis, pars ascendens løber op på venstre side af denne.
- Jejunum, inferiort, ofte i kontakt[2].
- Overgangen imellem pars ascendens og jejunum holdes suspenderet af musculus suspensorius duodeni[3] som tilhæfter disse til mellemgulvet.